# Episodi de L'estate nei tuoi occhi (prima stagione)
La prima stagione della serie televisiva L'estate nei tuoi occhi, composta da 7 episodi, è stata pubblicata su Prime Video il 17 giugno 2022, nei paesi in cui il servizio è disponibile.
| nº | Titolo originale | Titolo italiano   | Pubblicazione  |
| -- | ---------------- | ----------------- | -------------- |
| 1  | Summer House     | La casa estiva    | 17 giugno 2022 |
| 2  | Summer Dress     | Il vestito estivo | 17 giugno 2022 |
| 3  | Summer Nights    | Le sere d'estate  | 17 giugno 2022 |
| 4  | Summer Heat      | Il caldo estivo   | 17 giugno 2022 |
| 5  | Summer Catch     | La pesca estiva   | 17 giugno 2022 |
| 6  | Summer Tides     | Le maree estive   | 17 giugno 2022 |
| 7  | Summer Love      | Un amore estivo   | 17 giugno 2022 |

## La casa estiva
Ogni estate, i Conklin - Belly, suo fratello Steven e la loro divorziata madre Laurel - soggiornano a Cousins Beach con la migliore amica di Laurel, Susannah Fisher, e i suoi figli, Conrad e Jeremiah. Belly ha una cotta per Conrad da quando aveva dodici anni, ma dice che la vede solo come una sorellina. Al loro arrivo, Belly e Laurel notano che Conrad si sta comportando in modo insolito. Belly cerca di affrontarlo per il suo distacco, ma viene interrotto da Jeremiah e Steven, che vanno con Conrad a una festa del falò sulla spiaggia. Su sollecitazione della sua migliore amica Taylor, Belly lascia le due donne in soggiorno ed esce di nascosto intrufolandosi al falò. Quando arriva vede Conrad baciare una ragazza afroamericana, Nicole, che ha scortato al ballo debuttante dell'anno precedente. Dopo aver litigato sia con Conrad che con Steven, Belly si siede da sola. Viene avvicinata da un ragazzo di nome Cam, i due parlano e finiscono per baciarsi. Conrad entra in una lotta ubriaca e la polizia scioglie la festa e a casa Laurel rimprovera i ragazzi, mentre Susannah dorme. Belly intanto decide di accettare l'invito di Susannah a debuttare.